# Sant Pantaleó de Cases de Pena
Sant Pantaleó de Cases de Pena és l'antiga església parroquial del poble de Cases de Pena, del terme comunal del mateix nom, a la comarca del Rosselló (Catalunya Nord).
Està situada al bell mig del nucli vell del poble de Cases de Pena.
Va ser construïda el segle XVII; el primer esment documental remunta als anys 1743-44: després d'una visita pastoral, es va establir un mercat per a les reparacions a l'església de les Casasses de Pena. Està dedicada a sant Pantaleó, però també hi van associar santa Coloma, qui era la patrona de l'església primitiva. L'edifici no presenta que un interès menor, igual que el mobiliari, que compta amb un quadre del segle xvii.